# Sant Romà de Casamor
Sant Romà de Casamor és una església del municipi de Cabanelles (Alt Empordà) inclosa en l'Inventari del Patrimoni Arquitectònic de Catalunya.

## Descripció
Situada al petit nucli de masos que conformen el veïnat de Casamor, al sud-oest del municipi de Cabanelles al qual pertany. Es tracta de les restes enrunades de l'església i, al seu costat, probablement, l'antiga rectoria.
Església d'una sola nau rectangular amb absis poligonal de tres cares capçat al nord. Actualment el temple ha perdut la seva coberta, tot i que es conserven dos arcs de mig punt bastits en maons, que farien la funció d'arcs torals. Els arcs arrencaven d'una motllura correguda conservada en part, que recorria les parets laterals i l'absis. Per les restes conservades sabem que probablement es resolia mitjançant una coberta de llunetes per la nau i d'arestes per l'absis. La sagristia es construí adossada a l'extrem de llevant de l'absis, està coberta amb volta per aresta i s'il·lumina mitjançant una petita finestra rectangular emmarcada en carreus de pedra. La porta d'accés és rectangular, amb els brancals fets de carreus de pedra escairats i la llinda plana gravada amb la data 1773. Als peus del temple hi havia el cor, al que s'accedia mitjançant unes escales de pedra adossades al mur de ponent de la nau. La façana principal presenta un portal d'accés rectangular emmarcat en carreus de pedra ben desbastats i la llinda plana monolítica. Damunt seu hi ha un petit arc de descàrrega de pedra, que alleugereix el pes damunt l'obertura. Damunt seu hi ha una petita rosassa adovellada afegida amb posterioritat. Rematant la façana hi ha un campanar de cadireta de dos arcs de mig punt lleugerament ultrapassats, cobert amb una teuladeta de dues vessants.
La construcció està bastida en pedra petita sense treballar, lligada amb abundant morter de calç i amb carreus a les cantonades. L'interior del temple estava arrebossat i emblanquinat.
A migdia del temple, a l'altra banda del petit cementiri que acompanya la construcció, hi ha les restes enrunades d'un edifici de planta en forma de L format per dos cossos adossats amb una zona de pati tancada per un mur perimetral. Presenta les cobertes de dues vessants de teula i està distribuït en dues plantes. Tot i que la construcció està força degradada es conserven restes destacables, com les escales de pedra de l'extrem de tramuntana per accedir al primer pis o obertures rectangulars emmarcades en pedra.

## Història
L'ermita de Sant Romà de Casamor va constituir en origen una cel·la monàstica de Sant Pere d'Albanyà (fundada pels volts de l'any 820). Es troba documentada l'any 844 en un precepte de Carles el Calb a favor d'aquest cenobi i d'en Dòmmul, el seu primer abat. Aquest monestir va passar a dependre de Santa Maria d'Arles l'any 869 i, per tant, també les propietats de Casamor. Als segles xiii i xiv l'església de Casamor és mencionada a les Rationes decimarum i als nomenclàtors de la diòcesi del segle xiv com a església parroquial pertanyent al bisbat de Girona, però posteriorment vers el segle xvii, o abans, va perdre aquesta categoria.
L'edifici actual és una edificació del segle xviii probablement bastida per substituir l'antiga de la qual queden alguns vestigis a tocar el veïnat de Casamor, prop de l'antiga carretera que anava de Figueres a Besalú. Es conserva, integrat en una pallissa en el seu pany nord, un mur de còdols fet amb pedres que per la forma constructiva podria pertànyer als segles X-XI.
Davant la façana principal del temple hi ha un petit cementiri per ús exclusiu pels membres de la família Gummà, propietària de l'edifici. D'entre les tombes destaca la del prevere Antoni Gummà, del 1808.